# Pylaia
Pylaia este un oraș în Grecia în prefectura Salonic.